# Homicidi d'Ahmet Yıldız
L'homicidi d'Ahmet Yıldız (1982-2008) va ocórrer el 15 de juliol de 2008 al barri d'Üsküdar, a Istanbul, la ciutat més poblada de Turquia. Es creu que l'assassí va ser el pare d'Ahmet, Yahya Yıldız, i que aquest assassinat constitueix el primer crim d'honor gai que ha sortit a la llum a Turquia.

## L'homicidi
Ahmet Yıldız era un activista dels drets LGBT turc, que formava part de l'associació LGBT Lambdaistanbul i que era estudiant de Física a la Universitat del Màrmara d'Istanbul. Ahmet havia declarat obertament la seva homosexualitat a la pròpia família, rebent un fort rebuig i l'exigència de curar-se amb un metge o un imam. Sembla que el mòbil de l'homicidi de Ahmet resideix en el propi acte de sortir de l'armari públicament, més que en l'homosexualitat mateixa, que és socialment tolerada a Turquia, mentre no sigui viscuda públicament.
Ja un any abans de l'homicidi, Ahmet havia rebut amenaces de mort i havia denunciat a la pròpia família a la fiscalia (savcılık) competent, sense rebre protecció i sense que la fiscalia iniciés cap perquisició.
Ahmet va ser agredit la nit del 15 de juliol de 2008, al barri on habitava, s les proximitats d'un bar on s'havia acostat per prendre un gelat; la seva primera reacció va ser la de pujar-se al cotxe i intentar la fugida. Tres de les cinc bales disparades van impactar al seu pit, va perdre el control del vehicle i es va estavellar contra un mur. Ahmet va morir poc després a l'hospital.
Un dels projectils disparats va fregar la cama esquerra de la llavors diputada del Partit de la Justícia i el Desenvolupament, Ümmühan Daraca.
Després de la mort, la família inicialment va rebutjar donar sepeli al cos i només després d'una setmana va acceptar el funeral, al qual no va acudir cap membre de la família. Després de l'homicidi, el cosí de Yıldız, Ahmet Kaya, va emetre un comunicat afirmant que el noi era l'únic fill d'una família kurda acomodada i molt conservadora de Şanlıurfa.
L'advocat de drets humans, Fırat Söyle, que en el passat havia ajudat a Ahmet en qualitat de consultor legal s l'associació Lambdaistanbul, va afirmar després de l'assassinat que tres mesos abans el noi s'havia dirigit a la fiscalia competent després de les amenaces de mort rebudes de la pròpia família, però que no s'havia obert cap recerca sobre aquest tema i que Yıldız no havia rebut cap forma de protecció. L'assassinat de Ahmet va ser àmpliament tractada als mitjans de comunicació. El diari anglès The Independent va afirmar en aquella ocasió que la qüestió dels delictes d'honor no concernia (i concerneix) solament a Turquia.
Com a responsable de l'homicidi va ser detingut el pare d'Ahmet, Yahya Yıldız.

## El procés
El procés per l'homicidi d'Ahmet Yıldız va començar el 8 de setembre de 2009 i el pare, Yahya Yıldız, és de moment l'únic imputat.

İbrahim Can, parella d'Ahmet i el seu company de pis després que hi hagués aquest abandonat la família, ha declarat sobre el mort: 
| « | He rebut el suport de moltes institucions pel que fa a la lluita en nom de mi company. També la senyora Ümmühan, que segueix ferida, ha estat de gran ajuda per a l'obertura del procés. Li dono les gràcies. Em deixa atònit el fet que encara no hagin estat capturats els assassins d'Ahmet. Havíem denunciat, anant plegats a la fiscalia, que havia estat amenaçat de mort per la seva pròpia família. Considero que hem estat discriminats per ser homosexuals. Si hagués estat una noia en lloc d'un noi, la situació no seria la que és. | » |

 La sentència ha estat posposada per a aconseguir proves addicionals.

Durant la sisena audiència, İbrahim Can ha afirmat: 
| « | No s'aconsegueix jutjar als assassins. Encara no s'ha emès una ordre de detenció internacional. Vull que una ordre tal s'emeti en una audiència futura. El tribunal ha de canviar la seva actitud homòfoba. Ara com ara la història ha adquirit connotacions polítiques. Les autoritats han de demostrar la seva voluntat i resolució en l'esforç de capturar el pare. En un país homòfob falta la voluntat d'aclarir un fet com aquest. | » |

 Posteriorment va anunciar que recorrerà al Tribunal Europeu de Drets Humans.
Durant la dotzena audiència del procés, el pare de Ahmet encara no havia estat arrestat, i la cort va rebutjar la sol·licitud de l'organització SPoD (acrònim d' Associació per les polítiques socials i els estudis sobre la identitat de gènere i sexual) de formar part del procés.

## Conseqüències de l'homicidi
L'homicidi de Ahmet ha centrat l'atenció nacional i internacional sobre els drets LGBT a Turquia. En particular, la lentitud del procés i la inèrcia de les autoritats públiques en intentar capturar al pare de Ahmet han rebut fortes condemnes d’Amnistia Internacional. Les Nacions Unides, partint de l'homicidi de Ahmet, han evidenciat com cada vegada més sovint les persones LGBT són víctimes de delictes d'honor a diversos països del món.
Després de l'homicidi, Ahmet s'ha convertit en un símbol de la comunitat LGBT Turca: poc després de la mort, van aparèixer sobtadament sobre murs i vehicles del barri de Túnel grafiti representant a Ahmet; el dibuix en blanc i negre de l'artista japonès Gengoroh Tagame que representa a Ahmet, un escrit sota: Ahmet Yildiz is My Family, «Ahmet Yildiz és la meva família», que es pot veure a tot arreu en el barri i és s'ha convertit en una constant de totes les manifestacions pels drets LGBT a Turquia.
L'homicidi també portat a la palestra internacional la difícil situació dels drets civils de les persones LGBT a Turquia on, d'una banda, la societat civil es fa cada vegada més forta i els homosexuals (siguin homes o dones) reclamen obertament drets i igualtat, mentrestant, de l'altra, s'assisteix a una forta reacció per part d'ambients integristes i tradicionalistes llegats al govern filo-islàmic.

## La pel·lícula
El 13 de gener de 2012 es va estrenar a Turquia la pel·lícula Zenne Dancer, amb direcció de Caner Alper i Mehmet Binay.
La película está inspirada en los acontecimientos que rodearon el asesinato de Ahmet Yıldız.
La pel·lícula està inspirada en els esdeveniments que van envoltar l'assassinat de Ahmet Yıldız.
El 48è Festival Internacional de Cinema d'Antalya «Taronja d'or» (Antalya Altın Portakal Film Festivali) ha lliurat a la pel·lícula Zenne el primer premi per la categoria «millor opera prima» i altres reconeixements.